# Guzki (Biała Piska)
Guzki [ˈɡuskʲi] (deutsch Gusken) ist ein Dorf in der polnischen Woiwodschaft Ermland-Masuren und gehört zur Gmina Biała Piska (Stadt- und Landgemeinde Bialla, 1938 bis 1945 Gehlenburg) im Powiat Piski (Kreis Johannisburg).

## Geographische Lage

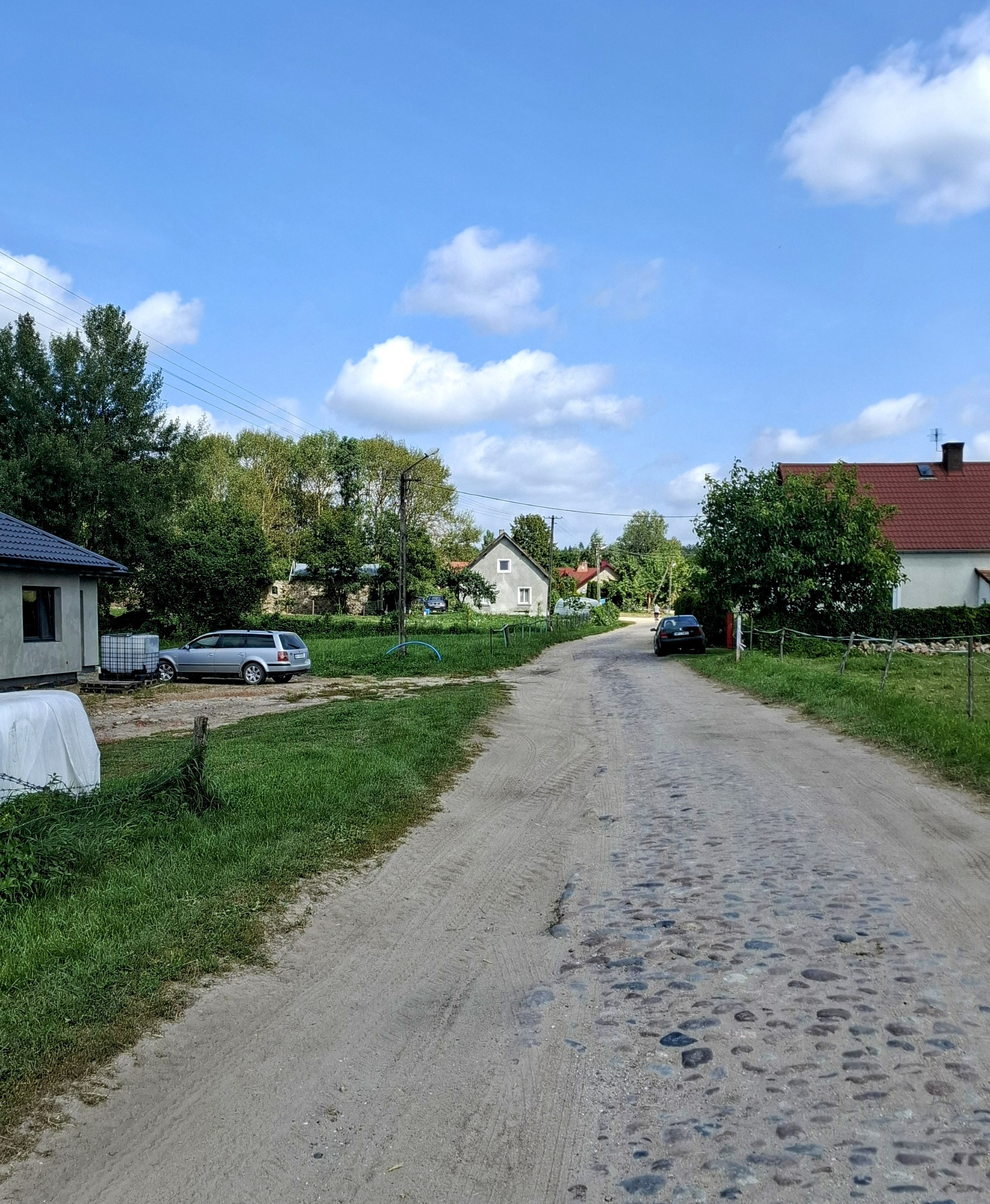
Dorfstraße durch Guzki 2025

Guzki liegt im südlichen Osten der Woiwodschaft Ermland-Masuren, 15 Kilometer südöstlich der Kreisstadt Pisz (deutsch Johannisburg).

## Geschichte
Das nach 1476 Gussken, um 1540 Sdroieffsken, nach 1540 Stroyefsky genannte Dorf wurde 1471 durch den Deutschen Ritterorden als Freigut mit zehn Hufen gegründet. Zwischen 1874 und 1945 war es in den Amtsbezirk Szymken (polnisch Szymki) eingegliedert, der – 1938 in „Amtsbezirk Simken“ umbenannt – zum Kreis Johannisburg im Regierungsbezirk Gumbinnen (ab 1905: Regierungsbezirk Allenstein) in der preußischen Provinz Ostpreußen gehörte.
Am 1. Dezember 1910 waren in Gusken 301 Einwohner gemeldet. Ihre Zahl verringerte sich bis 1933 auf 271 und belief sich 1939 auf noch 257.
Aufgrund der Bestimmungen des Versailler Vertrags stimmte die Bevölkerung im Abstimmungsgebiet Allenstein, zu dem Gusken gehörte, am 11. Juli 1920 über die weitere staatliche Zugehörigkeit zu Ostpreußen (und damit zu Deutschland) oder den Anschluss an Polen ab. In Gusken stimmten 180 Einwohner für den Verbleib bei Ostpreußen, auf Polen entfielen keine Stimmen.
In Folge des Zweiten Weltkrieges kam Gusken 1945 mit dem gesamten südlichen Ostpreußen zu Polen und erhielt die polnische Namensform „Guzki“. Das Dorf ist heute Sitz eines Schulzenamtes (polnisch Sołectwo) und als solches eine Ortschaft im Verbund der Stadt- und Landgemeinde Biała Piska (Bialla, 1938 bis 1945 Gehlenburg) im Powiat Piski (Kreis Johannisburg), bis 1998 der Woiwodschaft Suwałki, seither der Woiwodschaft Ermland-Masuren zugehörig. Die Einwohnerzahl belief sich im Jahre 2011 auf 52.

## Religionen
Bis 1945 war Gusken in die evangelische Kirche Kumilsko (1938 bis 1945 Morgen, polnisch Kumielsk) in der Kirchenprovinz Ostpreußen der Kirche der Altpreußischen Union sowie in die römisch-katholische Kirche Johannisburg (polnisch Pisz) im Bistum Ermland eingepfarrt. 
Heute orientieren sich die evangelischen Einwohner Guzkis zur Kirchengemeinde in Biała Piska, einer Filialgemeinde der Pfarrei Pisz in der Diözese Masuren der Evangelisch-Augsburgischen Kirche in Polen. Katholischerseits gehört Guzki zur Pfarrei Kumielsk im Bistum Ełk der Römisch-katholischen Kirche in Polen.

## Verkehr
Guzki liegt ein wenig abseits vom Verkehrsgeschehen, ist jedoch auf einer Nebenstraße, die von Gruzy (Grusen, 1938 bis 1945 Gruhsen) nach Liski (Lisken) führt, und einer Stichstraße von Kumielsk (Kumilsko, 1938 bis 1945 Morgen) aus zu erreichen. Eine Bahnanbindung besteht nicht.